# Europäischer Rat für gedeckte Schuldverschreibungen

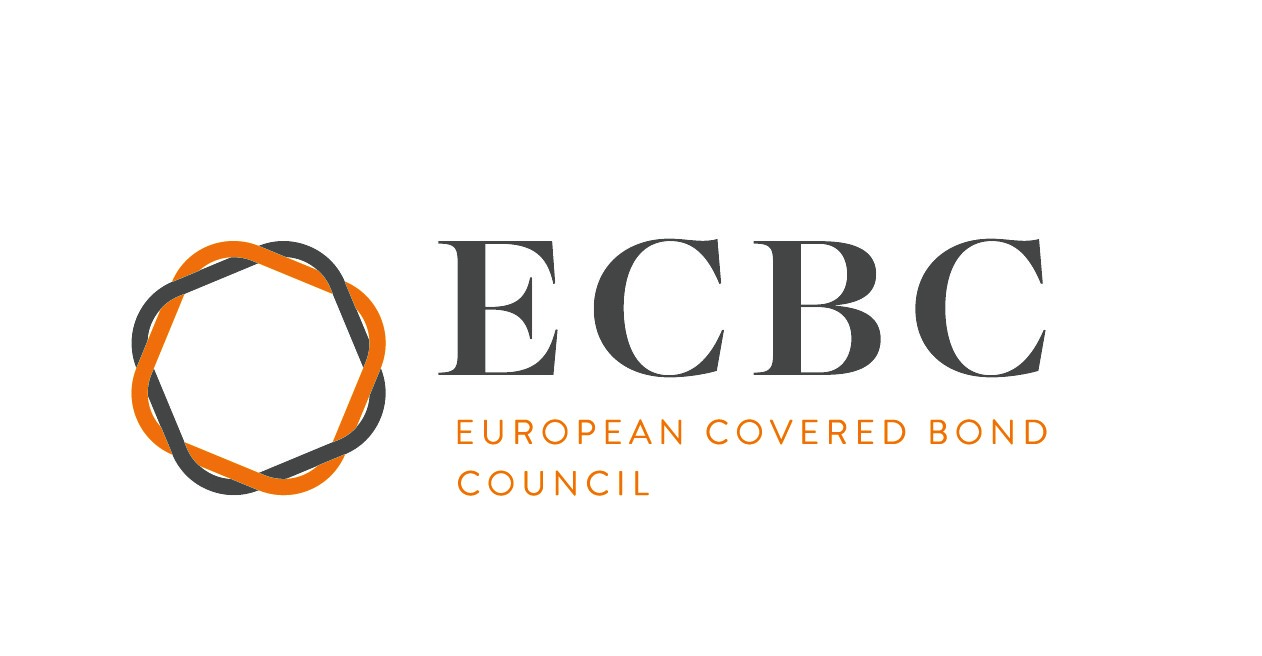
Logo des European Covered Bond Council (ECBC) (2016)

Der Europäische Rat für gedeckte Schuldverschreibungen (englisch European Covered Bond Council, ECBC) ist eine Plattform, die Teilnehmer des Marktes für gedeckte Schuldverschreibungen zusammenbringen will, darunter Emittenten, Analysten, Investmentbanker, Rating-Agenturen und interessierte Akteure.

## Geschichte
Der ECBC wurde 2004 vom Europäischen Hypothekenverband (EMB) gegründet, um die Interessen der Teilnehmer des Marktes für gedeckte Schuldverschreibungen auf internationaler Ebene zu vertreten und zu fördern. Das Hauptziel des ECBC ist es, die Referenz für Angelegenheiten der Covered-Bond-Branche zu sein und als Denkfabrik sowie als Lobby- und Netzwerk-Plattform für Covered-Bond-Marktteilnehmer zu fungieren.
Der ECBC hat über 100 Mitglieder in  30 aktiven Covered-Bond-Ländern. Die ECBC-Mitglieder repräsentieren über 95 % der ausstehenden gedeckten Schuldverschreibungen, die Ende 2015 einen Wert von fast 2,5 Billionen Euro hatten.

## Struktur
Die ECBC-Vollversammlung ist ein halbjährliches Diskussionsforum, bei dem  ECBC-Mitglieder  aktuelle Branchenthemen  erörtern und  Netzwerkverbindungen aufbauen.
Der Lenkungsausschuss unter der Leitung des ECBC-Vorsitzenden, der sich aus Vertretern der  Emissionsländer für gedeckte Schuldverschreibungen und aus Branchenexperten zusammensetzt, ist für die täglichen Aktivitäten des ECBC zuständig. Der Lenkungsausschuss tritt einmal im Quartal zusammen und befasst sich mit Fragen der Strategie und koordiniert die Tagesordnungen der verschiedenen ECBC-Arbeitsgruppen (siehe unten).
Das Sekretariat des ECBC hat seinen Sitz in Brüssel, Belgien. Es koordiniert die verschiedenen ECBC-Gremien auf täglicher Basis.

## Arbeitsgruppen
- Die Arbeitsgruppe EU-Gesetzgebung hat seit 2018 die Debatte über die Eigenkapitalrichtlinie (CRD) aufmerksam verfolgt und sich auf EU-Ebene  für eine Behandlung eingesetzt, die das geringe Risikoprofil des Instruments anerkennt. In diesem Zusammenhang hat die Gruppe Kommentare verfasst und an die europäischen Institutionen weitergeleitet.
- Die Arbeitsgruppe für technische Fragen ist das technische Sprachrohr der Covered-Bond-Gemeinschaft und zieht Experten aus der  Branche heran, um wichtige Themen für die Branche zu behandeln. In jüngster Zeit haben Analysten für gedeckte Schuldverschreibungen und Länderexperten zusammengearbeitet, um die wichtigsten Merkmale der einzelnen Länder für gedeckte Schuldverschreibungen zu beschreiben und in einem leicht zu verwendenden, vergleichbaren Format online zu stellen.
- Die Arbeitsgruppe für marktbezogene Fragen erörtert Themen wie Konventionen über Handelsstandards und das Market-Making-Verfahren. Die Arbeitsgruppe leitet die Diskussionen über die Verbesserung der Liquidität auf den Sekundärmärkten.
- Die Arbeitsgruppe Statistik und Daten ist für die Sammlung und Veröffentlichung vollständiger und aktueller Informationen über die Emissionstätigkeit und das ausstehende Volumen gedeckter Schuldverschreibungen in allen Marktsegmenten zuständig. Bei 25 verschiedenen Rechtsordnungen für gedeckte Schuldverschreibungen und zahlreichen Emittenten ist die Erhebung von Daten von größter Bedeutung, insbesondere da die ECBC-Daten zunehmend als Hauptquelle für Statistiken über gedeckte Schuldverschreibungen angesehen werden.
- Die Fact Book Working Group ist für die Veröffentlichung des jährlichen European Covered Bond Fact Book verantwortlich. Diese Veröffentlichung befasst sich mit  Themen der Branche, den Marktentwicklungen, bietet einen  Überblick über die rechtlichen Rahmenbedingungen in den verschiedenen Ländern und enthält Statistiken.
- Die Arbeitsgruppe Rating Agency Approaches untersucht die von den Rating-Agenturen angewandten Rating-Ansätze und war aktiv, um die laufenden Änderungen bei den Rating-Methoden für gedeckte Schuldverschreibungen zu beobachten, zu analysieren und auf sie zu reagieren.
- Die Arbeitsgruppe Globale Fragen befasst sich ausschließlich mit gedeckten Schuldverschreibungen aus einer globalen Perspektive.  Ziel des ECBC ist es, seine Arbeit voranzutreiben, um seine Rolle bei der Erleichterung der Kommunikation zwischen den verschiedenen Akteuren im Bereich der gedeckten Schuldverschreibungen weiter zu stärken, als Katalysator bei der Definition der gemeinsamen Merkmale der Anlageklasse zu wirken und Verbesserungen bei den Marktpraktiken, der Transparenz und der Liquidität zu erleichtern.

## Covered Bond Label Foundation
Die Covered Bond Label Foundation (CBLF) vergibt Qualitätssiegel und ist eine Antwort auf die marktweite Forderung nach verbesserten Standards und erhöhter Transparenz auf dem europäischen Covered-Bond-Markt. Das Label wurde 2012 vom European Covered Bond Council (ECBC) ins Leben gerufen und von der europäischen Emittentengemeinschaft in enger Zusammenarbeit mit Anlegern und Regulierungsbehörden sowie in Konsultation mit allen  Interessengruppen entwickelt.
Das Covered Bond Label soll mehrere Vorteile mit sich bringen, indem es die allgemeine Anerkennung und das Vertrauen in die Anlageklasse stärkt. Das Siegel erleichtert Anlegern, Aufsichtsbehörden und anderen Marktteilnehmern den Zugang zu Informationen und soll die Entschlossenheit der Covered-Bond-Branche zeigen, die aus der Krise resultierenden Herausforderungen zu bewältigen. Es unterstreicht auch das  Engagement der Branche für die Aufrechterhaltung der  Qualität der besicherten Vermögenswerte, die Verbesserung der Transparenz und schließlich die Förderung der Liquidität und die Stärkung der Sekundärmarktaktivitäten.
Das Covered Bond Label wurde Mitte 2012 für Registrierungen geöffnet. Nach einer ersten Testphase im Jahr 2012 wurde die Website am 1. Januar 2013 vollständig in Betrieb genommen, und die ersten Labels sind seither in Kraft. Im Januar 2017 enthielt die Covered-Bond-Label-Website 14 nationale Transparenzvorlagen, 82 Emittentenprofile und Informationen über 98 gelabelte Deckungspools in 16 Ländern weltweit. Darüber hinaus bietet die Website Emissionsdaten zu fast 4 300 gedeckten Schuldverschreibungen mit einem Gesamtnennwert von 1,4 Billionen Euro, von denen mehr als 2 000 gedeckte Schuldverschreibungen  Informationen über die Liquiditätsdeckungsanforderung (LCR) enthalten.